# سقوط بابل (لعبة فيديو)
سقوط بابل (بالإنجليزية: babylon fall)‏ هي لعبة فيديو يابانية تطوير استوديو بلاتينيوم غيمز ونشر شركة سكوير إنكس، تم الكشف عنها لأول مرة في E3 2018. من المقرر إصدار اللعبة في 3 مارس 2022، على مايكروسوفت ويندوز والأجهزة المنزلية من بلاي ستيشن 4 وبلاي ستيشن 5.

## إسلوب اللعب
طريقة اللعب في بابليون فال مبنية على اللعب التعاوني مع ثلاثة لاعبين آخرين وبالإعتماد على نظام الـوت مع لمسة من نظام الـ آر بي جي.

## الاستقبال
تلقت بابليون فال مراجعات «سلبية» وفقًا لمجمع المراجعات ميتاكريتيك.
| استقبال |                        |
| --- | ---------------------- |
| مجموع النقاط المجموع نقاط ميتاكريتيك PC: 37/100 PS5: 42/100 نتائج المراجعة نشرة نقاط دستركتويد 5/10 [ 12 ] آي جي إن 4/10 [ 13 ] جو فيديو 12/20 [ 14 ] |                        |
| مجموع النقاط |                        |
| المجموع | نقاط                   |
| ميتاكريتيك | PC: 37/100 PS5: 42/100 |
| نتائج المراجعة |                        |
| نشرة | نقاط                   |
| دستركتويد | 5/10                   |
| آي جي إن | 4/10                   |
| جو فيديو | 12/20                  |

## روابط خارجية
- الموقع الرسمي